# پارک ملی ریلا
پارک ملی ریلا (به لاتین: Rila National Park) یک پارک ملی و ذخیره‌گاه طبیعی در بلغارستان است که در ریلا (شهر) واقع شده‌است.